# عصب ماهیچه‌ای پوستی
عصب ماهیچه‌ای پوستی یا ماسکولوکوتانئوس (انگلیسی: Musculocutaneous nerve) یکی از شاخه‌های مهم انتهایی شبکه بازویی (از طناب خارجی) است که به اندام فوقانی عصب دهی می‌کند. این عصب از پیوستن شاخه‌هایی از ریشه‌های C5, C6 و C7 در مقابل کناره تحتانی عضله سینه‌ای بزرگ(پکتورالیس ماژور) تشکیل می‌شود.
این عصب پوست قسمت قدامی بازو و ماهیچه‌هایی مانند ماهیچه دوسر بازویی ، ماهیچه غرابی بازویی (کوراکو براکیالیس) و ماهیچه بازویی(براکیالیس) را نیز عصب دهی می‌کند.

## نگارخانه

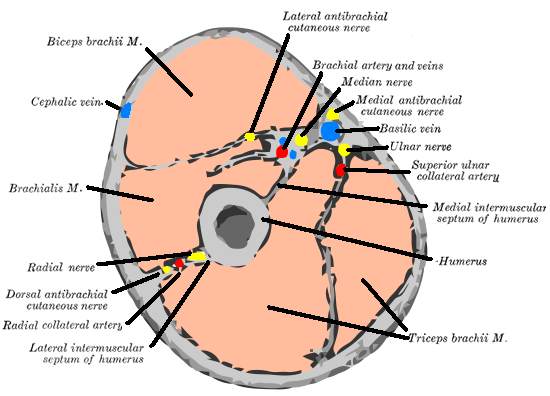
Cross-section through the middle of upper arm
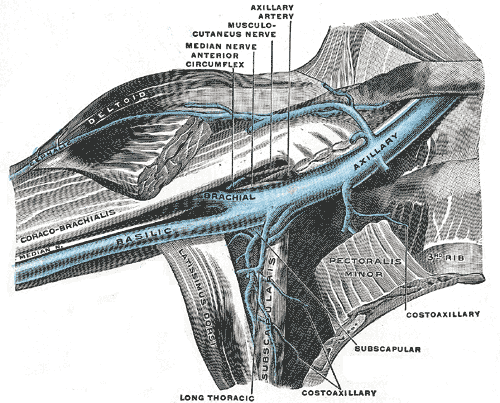
The veins of the right axilla, viewed from in front
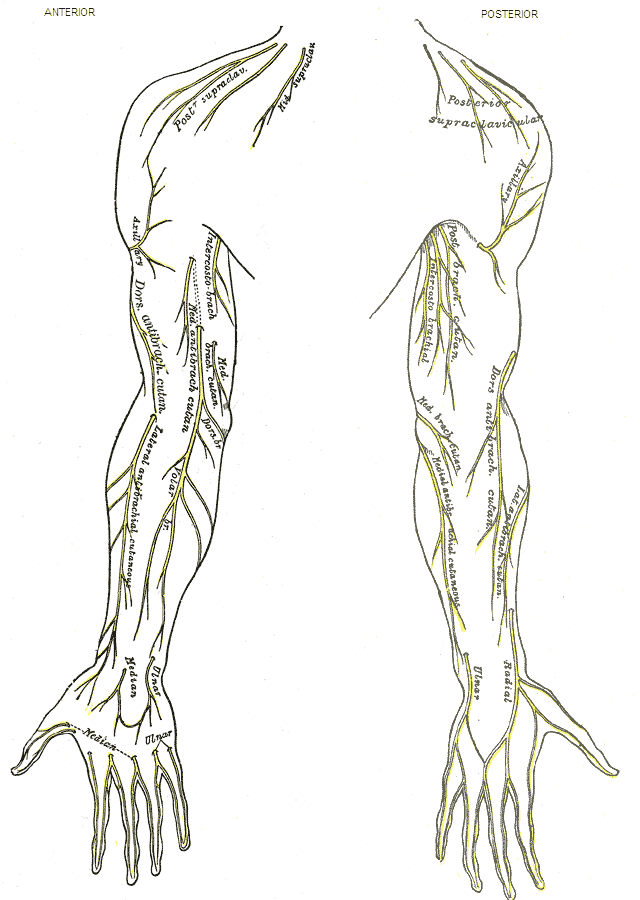
Cutaneous nerves of right upper extremity
Brachial plexus with courses of spinal nerves shown
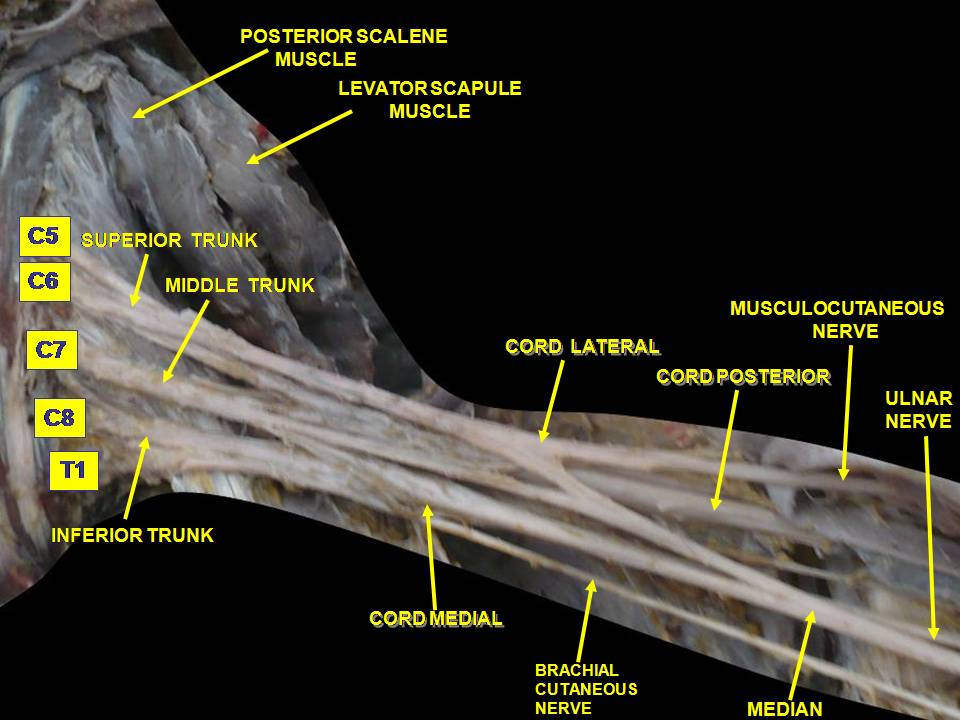
Brachial plexus.Deep dissection.Anterolateral view